# John Edward Campbell
Pour les articles homonymes, voir Campbell.
Cet article possède un paronyme, voir John Campbell.
John Edward Campbell (27 mai 1862, Lisburn, Irlande - 1er octobre 1924, Oxford, Oxfordshire, Angleterre) est un mathématicien britannique, principalement connu pour sa contribution à la formule de Baker-Campbell-Hausdorff sur les algèbres de Lie.

## Biographie
Campbell est le fils d'un médecin, également nommé John Campbell. Il étudie d'abord au Methodist College de Belfast, puis à l'université Queen's de Belfast, dont il sort diplômé en 1884. Il obtient alors une bourse pour étudier à l'université d'Oxford, au Hertford College. Là, il est lauréat d'une bourse mathématique junior en 1885, devient College Fellow en 1887, obtient une bourse senior en 1888 et est finalement recruté comme tuteur. Campbell est connu comme un professeur charmant, très impliqué et fermement partisan de l'éducation des femmes.
La contribution mathématique principale de Campbell date de 1897 : il introduit une formule pour calculer le produit de des exponentielles de deux éléments d'une algèbre de Lie. Cette formule sera élaborée plus tard par Henri Poincaré (1899) et Henry Frederick Baker (1902). Elle est ensuite systématisée avec un point de vue géométrique par Felix Hausdorff (1906) et passe à la postérité sous le nom de formule de Baker-Campbell-Hausdorff.
En 1903, Campbell publie un livre intitulé Introductory Treatise on Lie's Theory of Finite Continuous Transformation Groups, dans lequel il popularise les idées de Sophus Lie. Il est élu membre de la Royal Society en 1905 et devient président de la London Mathematical Society de 1918 à 1920. Il est le tuteur du futur écrivain et universitaire C. S. Lewis en 1917, qu'il aide en mathématiques dans le cadre des responsions (en) (examen d'entrée à l'université d'Oxford). Campbell est le premier mathématicien d'Oxford à être invité, peu avant sa mort, par l'université de Cambridge à être juré du Tripos de mathématiques.

## Vie privée
Campbell épouse Sarah Hardman (née à Oldham vers 1862) dans le district d'Ashton à la fin de 1889. Ils ont trois fils et une fille, tous quatre nés à Oxford :
- John Maurice Hardman Campbell (en) (3 décembre 1891 - 7 août 1973) ;
- William Percy Campbell (2 mai 1894 - 24 octobre 1914) ;
- Patrick James Campbell (22 décembre 1897 - ?) ;
- Dorothea Mary Hardman Campbell (28 décembre 1902 - ?).

William commence ses études au College d'Oxford en octobre 1913, mais la conscription l'envoie sur le front de la Première Guerre mondiale l'année suivante. Il est affecté dans le Wiltshire Regiment (en) en tant que sous-lieutenant dans le 3e bataillon  (attaché au 2e bataillon) à partir d'octobre 1914 et se fait tuer au combat quelques semaines plus tard.
Campbell l'oncle du Maréchal en chef de l'air Sir Donald Hardman.

## Livres
- Introductory treatise on Lie's theory of continuous transformation groups, Oxford, Clarendon Press, 1903 (lire en ligne)[8]
- A course of differential geometry, Oxford, Clarendon Press, 1924 (lire en ligne)[9]